# Урсын-Немцевич, Станислав Францевич
Станислав Францевич Урсын-Немцевич (1753—1817) — российский государственный деятель.

## Биография
Родился в 1753 году в Клейниках (под Брестом) Гродненской губернии. Выходец из дворян. Сын Франца Немцевича и Анны Коротынской, католического вероисповедания.
Владел имением Адамково в Брестском повете Гродненской губернии.
В 1768—1773 годах учился в Варшавской рыцарской школе. Был членом комиссии по демаркации границы с Россией после первого раздела Речи Посполитой. С 1776 года — регент по делам Великого княжества Литовского в военном ведомстве Постоянного совета. С 1790 года работал в четырёхлетнем сейме, был противником конституции 3 мая 1791 года. В 1790—1791 годах был судьёй Брестского и Гродненского поветов.
В 1792 году участвовал в польско-русской войне, сражался под Миром, а в 1794 году помогал вербовать повстанческое ополчение. После падения восстания он занял лояльную позицию по отношению к российским властям; в 1801—1807 годах был предводителем гродненской знати. Поддержал планы Чарторыйского по восстановлению Польского государства в составе России.
В начале и конце 1812 года занимался снабжением российской армии продовольствием. Во время оккупации губернии выехал с армией П. Багратиона в Могилёв, затем в Киев. В феврале 1813 года возвратился в своё имение.
Указом Александра I от 20 июля 1816 года произведён в  действительные статские советники и губернский маршалок Урсын-Немцевич назначен гродненским губернатором.
Организовал Гродненское отделение Российского библейского общества, был его вице-председателем. Вероятно, вновь занимался поставками продовольствия и фуража для российской армии, поскольку 23 августа 1817 года дворянским съездом было вынесено решение преподнести подарок губернатору в сумме 24 тысяч рублей (по 10 копеек за каждую тонну сена, поставленную армии) в благодарность за утверждённую Комитетом министров оплату за поставки — губернатор от подарка отказался: «Лестный знак признательности благородного сословия, которым я имею честь предводительствовать, сколь им признателен. Но служа ныне его императорскому величеству в звании губернатора, я не вправе принять подарок»..
Умер 22 ноября 1817 года.

## Награды
- Орден Святой Анны 2 степени
- Орден Святого Станислава (Польша)
- Бронзовая медаль «В память Отечественной войны 1812 года»